# Грос-Зімц
Грос-Зімц (нім. Groß Siemz) — громада в Німеччині, розташована в землі Мекленбург-Передня Померанія. Входить до складу району Північно-Західний Мекленбург. Складова частина об'єднання громад Шенбергер-Ланд.
Площа — 14,68 км2. Населення становить Невірний параметр metadata 13 074 029 ос. (станом на 31 грудня 2020).